# Jelysaweta Bryshina
Jelysaweta Wiktoriwna Bryshina (ukrainisch Єлизавета Вікторівна Бризгіна, engl. Transkription Yelyzaveta Bryzhina; * 28. November 1989 in Luhansk, Ukrainische SSR, UdSSR) ist eine ukrainische Leichtathletin, die sich auf den Sprint spezialisiert hat.

## Sportliche Laufbahn
Erste internationale Erfahrungen sammelte Jelysaweta Bryshina beim Europäischen Olympischen Jugendfestival (EYOF) 2005 in Lignano Sabbiadoro, bei dem sie im 100-Meter-Lauf in 11,60 s die Goldmedaille. 2007 gewann sie bei den Junioreneuropameisterschaften in Tallinn in 23,66 s die Silbermedaille im 200-Meter-Lauf und gewann auch mit der ukrainischen 4-mal-400-Meter-Staffel in 44,77 s die Silbermedaille. Im Jahr darauf schied sie dann bei den Juniorenweltmeisterschaften in Bydgoszcz über 100 und 200 Meter mit 12,21 s bzw. 24,31 s jeweils in der ersten Runde aus. 2009 startete sie bei den Halleneuropameisterschaften in Turin im 60-Meter-Lauf, schied dort aber mit 7,63 s im Vorlauf aus. 2010 siegte Bryshina bei der Superliga der Team-Europameisterschaft über 200 Meter. Bei den Europameisterschaften in Barcelona steigerte sie sich über 200 Meter auf 22,44 s und gewann damit die Silbermedaille hinter der Französin Myriam Soumaré. Zudem siegte sie mit der ukrainischen 4-mal-100-Meter-Staffel in 42,29 s. Beim Continental-Cup in Split wurde sie in 23,38 s Zweite hinter der Russin Alexandra Fedoriwa. 
2011 nahm sie erstmals an der Sommer-Universiade in Shenzhen teil und gewann dort in 43,33 s die Goldmedaille mit der Staffel, während sie über 200 Meter 23,28 s den vierten Platz belegte. Anschließend erreichte sie bei den Weltmeisterschaften in Daegu das Halbfinale über 200 Meter, in dem sie ihr Rennen aber nicht beenden konnte. 2012 lief sie bei den Hallenweltmeisterschaften als Startläuferin in der 4-mal-400-Meter-Staffel. Die Ukrainerinnen wurden zunächst Vierte, doch weil Bryshina beim ersten Wechsel eine Weißrussin unabsichtlich zu Fall gebracht hatte, wurden sie disqualifiziert. Im Sommer nahm sie dann an den Olympischen Spielen in London teil und schied dort über 200 Meter mit 22,64 s im Halbfinale aus und gewann in der 4-mal-100-Meter-Staffel in neuer Landesrekordzeit von 42,04 s die Bronzemedaille hinter den Teams aus den Vereinigten Staaten und Jamaika. 2013 wurde Bryshina nach den Weltmeisterschaften in Moskau auf die verbotene Substanz Drostanolon getestet und daraufhin bis zum Sommer 2015 gesperrt.
Nach Ablauf ihrer Sperre schied sie bei den Militärweltspielen im südkoreanischen Mungyeong über 200 Meter mit 24,42 s in der ersten Runde aus und belegte mit der Staffel in 45,16 s den vierten Platz. Im Jahr darauf erreichte sie bei den Europameisterschaften in Amsterdam mit 23,64 s im Halbfinale über 200 Meter aus und mit der Staffel wurde sie nachträglich wegen eines Dopingverstoßes einer ihrer Mitstreiterinnen disqualifiziert. Anschließend nahm sie erneut an den Olympischen Spielen in Rio de Janeiro und scheiterte dort über 200 Meter mit 23,28 s in der Vorrunde, während sie mit der Staffel ursprünglich den sechsten Rang erreichte; aber auch dieses Resultat wurde nachträglich gestrichen. 2017 startete sie mit der Staffel bei den Weltmeisterschaften in London teil, verpasste dort aber mit 43,77 s den Finaleinzug. Bei den Leichtathletik-Europameisterschaften 2018 in Berlin schied sie über 200 Meter mit 24,21 s im Vorlauf aus.
In den Jahren 2012 und 2013 wurde Bryshina ukrainische Meisterin im 200-Meter-Lauf und 2009 wurde sie Hallenmeisterin im 60-Meter-Lauf und 2016 siegte sie über 400 Meter in der Halle und 2021 über 200 Meter.

## Persönliche Bestzeiten
- 100 Meter: 11,42 s (+1,1 m/s), 25. Mai 2016 in Kirowohrad
  - 60 Meter (Halle): 7,37 s, 18. Februar 2009 in Sumy
- 200 m: 22,44 s (+0,1 m/s), 31. Juli 2010 in Barcelona
  - 200 Meter (Halle): 23,72 s, 4. Februar 2009 in Tallinn
- 400 Meter: 54,42 s, 21. August 2019 in Luzk
  - 400 Meter (Halle): 52,67 s, 16. Februar 2012 in Sumy

## Persönliches
Jelysaweta Bryshina ist die Tochter zweier Olympiasieger von 1988: Wiktor Bryshin (4-mal-100-Meter-Staffel) und Olha Wladykina-Bryshina (400-Meter-Lauf, 4-mal-400-Meter-Staffel). Ihre jüngere Schwester Anastassija Bryshina ist ebenfalls als Sprinterin erfolgreich.